# Hans Janitschek
Hans Janitschek (* 6. November 1934 in Wien; † 21. Februar 2008 in New York City) war ein österreichischer Journalist, Autor, politischer Funktionär und Diplomat.

## Leben
1953 reiste Hans Janitschek erstmals in die USA, arbeitete dort für die Nachrichtenagentur United Press, dann bei Reuters und war außenpolitischer Redakteur des Kurier. Janitschek arbeitete bei der Tageszeitung Die Presse, der Wochenpresse und der Zeitung Express. 1963 wechselte er in den auswärtigen Dienst und war in New York tätig. Nach seiner Rückkehr 1966 wurde er Berater von Bruno Kreisky. 1969 übersiedelte er als Generalsekretär der Sozialistischen Internationale nach London. 1977 übernahm Janitschek eine leitende Funktion bei den Vereinten Nationen in New York. Von 1994 bis zu seinem Ableben war Janitschek der USA-Korrespondent der größten österreichischen Tageszeitung Neue Kronen Zeitung sowie (ab 2001) auch des österreichischen Privatradiosenders KroneHit in New York.

## Publikationen
- Nur ein Journalist. Hans Dichand. Ein Mann und drei Zeitungen, Wien, München und Zürich 1993 (ISBN 3-7015-0265-X)
- Arnold von Kalifornien. Der steile Weg des Steirerbuben Arnold Schwarzenegger, Wien 2003 (ISBN 3-85485105-7)